# Tout est calme (film)
Pour plus de détails, voir Fiche technique et Distribution.
Tout est calme est un film français réalisé par Jean-Pierre Mocky en 1999. Il est sorti à Paris en janvier 2000.

## Synopsis
Pauline vient de tuer un politicien. Involontairement, Georges l’aide à s’enfuir, mais il est blessé dans l’opération. Pauline l’emmène alors se mettre au vert. Georges réalise rapidement qu’il vient de rejoindre une communauté spécialisée dans le crime maquillé. Impossible pour lui de s’enfuir. Sauf peut-être en épousant Pauline ?

## Fiche technique
- Réalisateur : Jean-Pierre Mocky
- Scénario : Jean-Pierre Mocky et Philippe Piazzo, d'après le roman de William Judson, Les Saigneurs du village
- Photographie : Edmond Richard
- Musique : Éric Demarsan
- Durée : 80 min
- Dates de sortie :  
  -  France : 12 janvier 2000

## Distribution
- Jean-Pierre Mocky : Lucas
- Julie Fournier : Pauline
- Julien Guéris : Georges
- Nicolas Scellier : Paul
- Sarah Barzyk : Camille
- Christian Chauvaud : Un tueur de la secte
- Noël Godin
- Dominique Zardi
- Michel Bertay
- Jean Abeillé
- Patricia Barzyk : Eva
- Henri Attal
- Éric Saintvoirin